# アデノウイルス

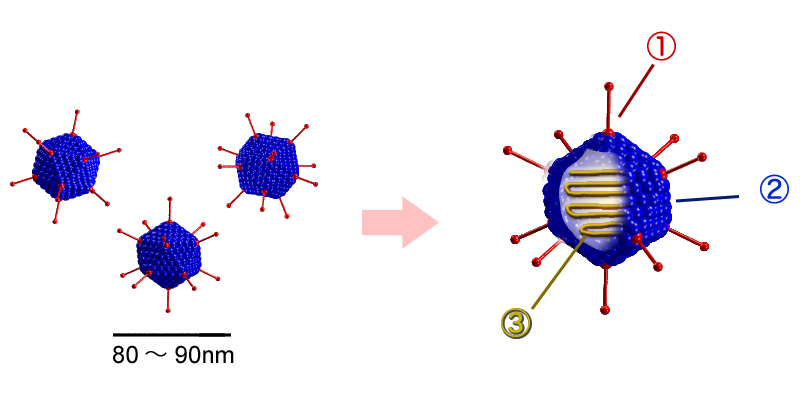
アデノウイルスの構造。正20面体の頂点に位置する12個のペントンカプソマー（スパイク,1）と、各面に配置された総数240個のヘキソンカプソマー(2)とで構成されたカプシド、およびそれに覆われたウイルス核酸（線状二本鎖DNA, 3）からなる

アデノウイルス科（Adenoviridae）は、二重鎖直鎖状DNAウイルスで、カプシドは直径約80nmの正20面体の球形粒子をしており、エンベロープは持たない。アデノウイルスは感染性胃腸炎を引き起こす。また、ライノウイルス等とともに、「風邪症候群」を起こす主要病原ウイルスの一つである。
アデノウイルスには51種類の血清型および52型以降の遺伝型があり、A - Gの7種に分類される。

## ゲノム
アデノウイルスのゲノムは、単一の二重鎖直鎖状DNAからなる。DNA両側の5'末端にTPタンパク質が共有結合しており、これがDNA複製の際にプライマーとして機能する点が特徴的である。標準的には長さ26-46 kbpで23-46のタンパク質コード遺伝子を含んでおり、基本的な構造や機能は全てのアデノウイルスに共通している。ここではヒトアデノウイルスEを例として説明する。

### 転写単位

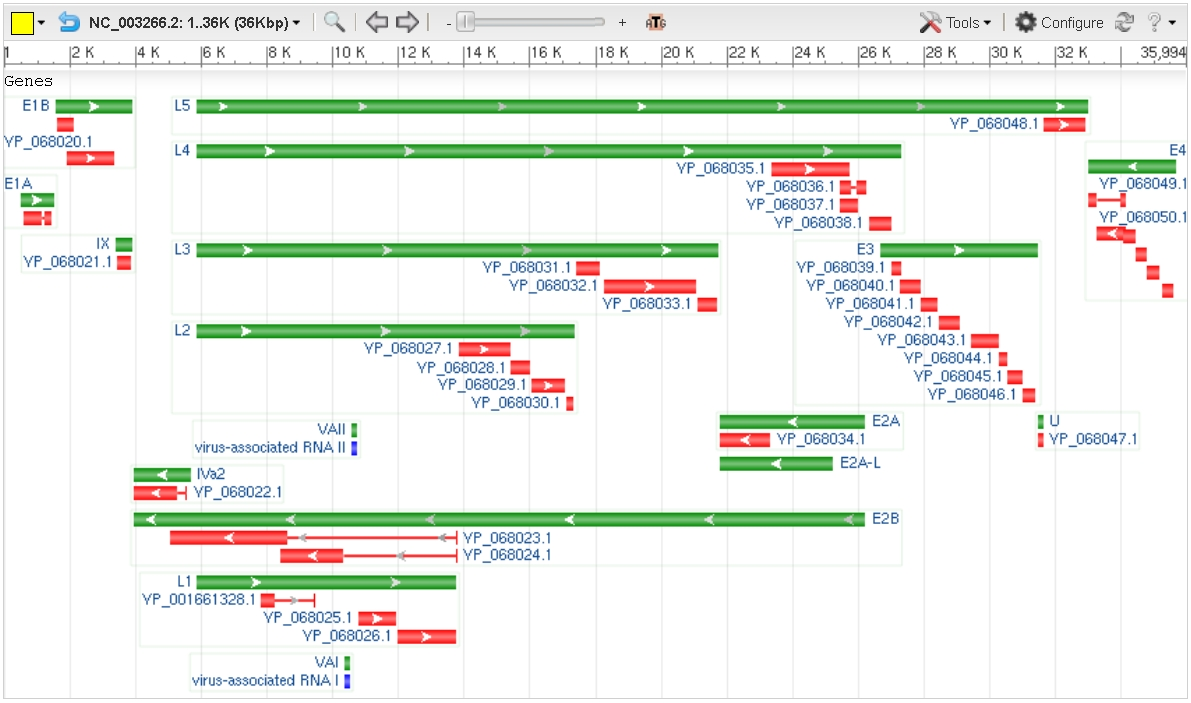
ヒトアデノウイルスEの転写単位（緑）と、タンパク質（赤）およびその他（青）の遺伝子

ヒトアデノウイルスEには転写単位が17個あり、それぞれが1から8個のタンパク質遺伝子を含んでいる。またそれぞれの転写単位から選択的スプライシングによって複数の異なったmRNAが生じる場合もある。
E1A, E1B, E2A, E2B, E3, E4の6つの転写単位はウイルスの増殖サイクルの初期に順次転写される。ここに存在する遺伝子から翻訳されたタンパク質は、主にウイルスゲノムの複製や転写の制御と、宿主の感染応答の抑制に関与する。
転写単位L1-L5は増殖サイクルの後期になって転写され、主にウイルスのカプシド形成に関わる。これらは単一のプロモーター領域で制御されており、ひとつの転写開始点から転写を開始し、下流にある5つの転写終結点のいずれかでランダムに転写終結して5種類のmRNA前駆体を生じ、さらに選択的スプライシングによって様々なタンパク質をコードするmRNAになる。

### タンパク質
以下の表にヒトアデノウイルスEのタンパク質コード遺伝子38を示す。
| 名前                                | RefSeq ID      | 転写単位 | 開始位置 | 終了位置 | 鎖 | アミノ酸数 |
| ----------------------------------- | -------------- | -------- | -------- | -------- | -- | ---------- |
| control protein E1A                 | YP_068018.1    | E1A      | 576      | 1441     | +  | 257        |
| control protein E1B 19K             | YP_068019.1    | E1B      | 1600     | 2115     | +  | 171        |
| control protein E1B 55K             | YP_068020.1    | E1B      | 1905     | 3356     | +  | 483        |
| capsid protein IX                   | YP_068021.1    | IX       | 3441     | 3869     | +  | 142        |
| encapsidation protein IVa2          | YP_068022.1    | IVa2     | 3930     | 5554     | -  | 448        |
| DNA polymerase                      | YP_068023.1    | E2B      | 5033     | 13773    | -  | 1193       |
| protein 13.6K                       | YP_001661328.1 | L1       | 7814     | 9476     | +  | 139        |
| terminal protein precursor pTP      | YP_068024.1    | E2B      | 8404     | 13773    | -  | 642        |
| encapsidation protein 52K           | YP_068025.1    | L1       | 10765    | 11937    | +  | 390        |
| capsid protein precursor pIIIa      | YP_068026.1    | L1       | 11961    | 13736    | +  | 591        |
| penton base (capsid protein III)    | YP_068027.1    | L2       | 13815    | 15422    | +  | 535        |
| core protein precursor pVII         | YP_068028.1    | L2       | 15426    | 16007    | +  | 193        |
| core protein V                      | YP_068029.1    | L2       | 16055    | 17080    | +  | 341        |
| core protein precursor pX           | YP_068030.1    | L2       | 17103    | 17336    | +  | 77         |
| capsid protein precursor pVI        | YP_068031.1    | L3       | 17413    | 18141    | +  | 242        |
| hexon (capsid protein II)           | YP_068032.1    | L3       | 18248    | 21058    | +  | 936        |
| protease                            | YP_068033.1    | L3       | 21082    | 21702    | +  | 206        |
| single-stranded DNA-binding protein | YP_068034.1    | E2A-L    | 21774    | 23312    | -  | 512        |
| hexon assembly protein 100K         | YP_068035.1    | L4       | 23341    | 25716    | +  | 791        |
| protein 33K                         | YP_068036.1    | L4       | 25439    | 26252    | +  | 214        |
| encapsidation protein 22K           | YP_068037.1    | L4       | 25439    | 25978    | +  | 179        |
| capsid protein precursor pVIII      | YP_068038.1    | L4       | 26321    | 27004    | +  | 227        |
| control protein E3 12.5K            | YP_068039.1    | E3       | 27005    | 27325    | +  | 106        |
| membrane glycoprotein E3 CR1-alpha  | YP_068040.1    | E3       | 27279    | 27911    | +  | 210        |
| membrane glycoprotein E3 gp19K      | YP_068041.1    | E3       | 27893    | 28417    | +  | 174        |
| membrane glycoprotein E3 CR1-beta   | YP_068042.1    | E3       | 28449    | 29111    | +  | 220        |
| membrane glycoprotein E3 CR1-delta  | YP_068043.1    | E3       | 29440    | 30264    | +  | 274        |
| membrane protein E3 RID-alpha       | YP_068044.1    | E3       | 30273    | 30548    | +  | 91         |
| membrane protein E3 RID-beta        | YP_068045.1    | E3       | 30554    | 30994    | +  | 146        |
| control protein E3 14.7K            | YP_068046.1    | E3       | 30987    | 31388    | +  | 133        |
| protein U                           | YP_068047.1    | U        | 31481    | 31632    | -  | 50         |
| fiber (capsid protein IV)           | YP_068048.1    | L5       | 31649    | 32926    | +  | 425        |
| control protein E4orf6/7            | YP_068049.1    | E4       | 33022    | 34169    | -  | 141        |
| control protein E4 34K              | YP_068050.1    | E4       | 33270    | 34169    | -  | 299        |
| control protein E4orf4              | YP_068051.1    | E4       | 34072    | 34440    | -  | 122        |
| control protein E4orf3              | YP_068052.1    | E4       | 34449    | 34802    | -  | 117        |
| control protein E4orf2              | YP_068053.1    | E4       | 34799    | 35188    | -  | 129        |
| control protein E4orf1              | YP_068054.1    | E4       | 35236    | 35610    | -  | 124        |

それぞれの機能の概略は以下の通りである:
- protein II, III, IIIa, IV, VI, VIII, IX（カプシド）、V, VII, X（コア）、末端タンパク質TPは構造タンパク質である
- IVa2, 52K, L1, 100Kはカプシド形成に関わる
- L3プロテアーゼは前駆体タンパク質pTP, pVI, pVII, pVIII, pIIIaを切断し成熟させる
- E1Aは転写活性化因子
- E1B 19Kは宿主のBcl-2タンパク質をミミックしてアポトーシスを抑制する。
- E1B 55Kは宿主の転写制御因子p53に結合して機能を抑制し、アポトーシスを抑制する。
- E2AおよびE2B転写単位にコードされる3つのタンパク質はいずれもウイルスDNAの複製に関与する。RNAではなくDNA末端に結合しているTPタンパク質をプライマーとして複製を開始する。
- E3 RIDαおよびβは膜タンパク質で、アポトーシス抑制に寄与している[8]
- CR1βは糖鎖修飾膜タンパク質で、宿主の免疫応答を調節する。[9]
- E3 gp19Kは宿主細胞膜へのMHCクラスIタンパク質挿入を阻害し、T細胞により認識されないようにしている[10]
- E3 14.7Kは宿主の抗ウイルス応答からウイルスを守る[11]
- E4転写単位のタンパク質群はウイルスDNAからの転写調節に関与している[12]

## ウイルスの増殖
B種以外のアデノウイルスは免疫グロブリンスーパーファミリーに属するCARタンパク質をレセプターとして宿主細胞内に取り込まれる。そしてE1Aの転写をきっかけとして各種の初期遺伝子が活性化され、ウイルスのDNAポリメラーゼやDNA結合タンパク質、感染細胞のアポトーシスを抑制する物質が合成される。さらにE1AはウイルスのDNA複製に都合のよいS期に誘導する。その後、ウイルスDNAの複製が始まると後期遺伝子が発現され、カプシドなどが合成され成熟したウイルスとなる。

## アデノウイルス感染症

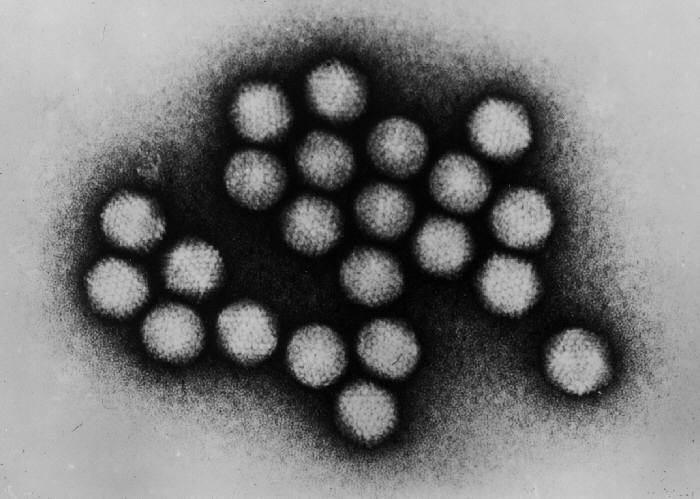
透過型電子顕微鏡による撮影像

人に感染するアデノウイルスは2016年現在、51型までの血清型と52型以降の全塩基配列による遺伝子型が知られており、A〜Gの7種に分類されている。種によって、どのような病気を起こすのか、ある程度判明している。多くのアデノウイルスは、潜伏期は5〜7日で、感染経路は便、飛沫、直接接触による。感染した場合、アデノウイルスは扁桃腺やリンパ節の中で増殖する（アデノとは扁桃腺やリンパ節を意味する言葉）。

### 肺炎・脳炎
主として3・7型による。
特に7型は重症の肺炎を起こす。乳幼児がかかることが多く、髄膜炎、脳炎、心筋炎などを併発することもある。だらだらと長引く発熱、咳、呼吸障害など重症になることがあり、時に致命的なことがある。

### 咽頭結膜熱（プール熱）
主として3・4型による。
1日の間に39〜40度の高熱と、37〜38度前後の微熱の間を、上がったり下がったりが4〜5日ほど続き、扁桃腺が腫れ、のどの痛みを伴う。その間、頭痛、腹痛や下痢を伴い、耳介前部および頸部のリンパ節が腫れることがある。両目または片目が真っ赤に充血し、目やにが出る。夏にプールを介して流行することがあるため、プール熱とも呼ばれることもあるが、プールに入らなくても飛沫や糞便を通して感染する。うがい、手洗い、プールの塩素消毒などで、ある程度予防できる。症状がインフルエンザに似ているため、「夏のインフルエンザ」と呼ばれることもある。
学校保健安全法上の学校感染症の一つであり、主要症状がなくなった後、2日間登校禁止となる。

### 流行性角結膜炎(EKC)
主として8、19、37型によるとされてきたが、近年の日本においては53、54および56型によるEKCが多発するようになった。これらはいずれもD種アデノウイルスである。B種の3、7型やE種の4型による場合もあるが、D種より軽症である。
目が充血し、目やにが出るが、咽頭結膜熱のように高い熱はなく、のどの赤みも強くはない。結膜炎経過後に点状表層角膜炎を作ることが多く、幼小児では偽膜性結膜炎になることがある。角膜混濁が発症することがあり、数か月以上も症状が残ることがあるので眼科での治療が必要である。
流行性角結膜炎は学校保健安全法上の学校感染症の一つで、伝染の恐れがなくなるまで登校禁止となる。

### 出血性膀胱炎
主として11型による。
排尿時痛があり、真っ赤な血尿が出る。排尿時の痛みと肉眼的血尿が特徴で、これらの膀胱炎症状は2 〜 3日で良くなり、尿検査での潜血も10日程度で改善する。

### 急性濾胞性結膜炎
主として1・2・3・4・6・7型による。
眼の痛み、羞明、涙目、目やにを訴え、結膜に小さなぶつぶつができる。

### 胃腸炎
「腸管アデノウイルス胃腸炎」と呼ばれる。主として31・40・41型による。潜伏期間は、3〜10日。集団感染は食品中では増殖しないため、人から人への感染様式で広がる。
乳幼児期に多く、37℃程度の発熱、腹痛、嘔吐、下痢を伴い、下痢は1週間以上長引く事もある。治療は対症療法。
ヒトだけで無く家畜（ウシ）に於いても胃腸炎症状を発症させ、出血性の腸炎症状を起こすことがあると報告されている。

## 感染対策
消毒剤への抵抗性が強く、塩素消毒が有効であるとされている。皮膚や環境表面から除去することは困難なため、患者に接触する場合は、手袋、マスク、眼鏡等により感染を防御する。
- 手指は、石けんによる十分な洗浄に加え、アルコール擦式手指消毒剤の使用で追加効果が期待できる。ただし80%エタノールによる不活化時間は2分との報告がある[18]。
- 器具類は、高圧蒸気滅菌（オートクレーブ）やエチレンガス滅菌が有効。滅菌できない器具は、グルタルアルデヒド、次亜塩素酸ナトリウム（0.1%、30分間）、消毒用エタノール（10分間）などに浸漬して消毒。
- リネン類は、85℃10分間以上の洗濯、または水洗後に次亜塩素酸ナトリウム0.1%での消毒。
- ドアノブなど患者が触れたものは、消毒用エタノールで二度拭き。
- プール水は、離残留塩素濃度が0.4mg/L以上、1.0mg/L以下となるよう消毒。

## 遺伝子治療やワクチンへの利用
ウイルスの増殖に必要なE1領域を欠失させ代わりに外来の遺伝子を組み込んだアデノウイルスは、遺伝子を組み込むベクターとして用いられる。レトロウイルスの場合は細胞の染色体に組み込まれるが、アデノウイルスの場合は染色体に組み込まれない。ただ、欠点としては免疫系に認識され炎症反応がおき、遺伝子を導入した細胞が排除されてしまうことである。

### 遺伝子治療
アデノウイルスは、複製細胞と非複製細胞の両方に作用し、大きな導入遺伝子を収容し、宿主細胞のゲノムに組み込まれることなくタンパク質をコード化する能力があるため、遺伝子治療のためのウイルスベクターとして長い間広く使われている。より具体的には、組換えDNAまたはタンパク質の形で、分子標的治療で投与するための担体として使用される。この治療法は、単一遺伝子疾患（嚢胞性線維症、X連鎖SCID、α1-アンチトリプシン欠損症など）や癌の治療に特に有効であることがわかっている。アデノウイルス12面体は、外来抗原をヒト骨髄性樹状細胞（MDC）に送達するための強力なプラットフォームとして適しており、MDCによってM1特異的CD8+Tリンパ球に効率的に提示される。アデノウイルスは、CRISPR/Cas9遺伝子編集システムの送達に使用されてきたが、ウイルス感染に対する高い免疫反応性のため、患者への使用に課題をもたらした。

### ワクチン
複製不能型を含む改変型（組み換え）アデノウイルスベクターは、特定の抗原をコードするDNAを送達することができる。COVID-19ワクチンのうちのいくつかの種類では、アデノウイルスが重症急性呼吸器症候群コロナウイルス2(SARS-CoV-2)の表面タンパク質遺伝子を輸送する役割を果たす。アデノウイルスをワクチンベクターとして使用する場合の問題点として、人体がベクター自体に免疫を持ち、その後の二度目の予防注射を困難または不可能にすることがあげられる。場合によっては、アデノウイルスに対する既存の免疫を持っている人々もおり、ベクター送達が無効化される。